# Fanfare (magazine)
Pour les articles homonymes, voir fanfare (homonymie).
Fanfare est un magazine américain bimestriel consacré à la critique de la musique enregistrée dans tous ses formats de diffusion. Il couvre principalement la musique classique, mais depuis sa création, il présente également une colonne jazz dans chaque numéro (« The Jazz Column »).

## Histoire et profil
Le magazine Fanfare est fondé le 1er septembre 1977, « comme un travail d'amour », par un enseignant d'école élémentaire, transformé en éditeur et nommé Joel Bruce Flegler (né en 1941). Après 47 ans, il en est toujours l'éditeur,.
Le magazine totalise maintenant pour chaque numéro plus de 600 pages en format 15 par 23 cm, avec environ 80 % de la rédaction consacrée à l'examen des enregistrements et une première section avec un nombre important d'interviews et de reportages. Il évite les reportages consacrés au matériel hi-fi et la musique pop et parvient à inclure des critiques de beaucoup plus de disques classiques que pour tout autre magazine de ce genre,. L'abonnement comprend l'accès en ligne des contenus en cours et les archives des anciens numéros.
Les contributeurs de Fanfare ont une gamme d'expertise allant de l'époque médiévale aux œuvres contemporaines. Le magazine porte comme sous-titre : « le magazine des collectionneurs de disques sérieux » – [The Magazine for Serious Record Collectors] et les critiques couvrent non seulement la qualité de l'interprétation, mais aussi la qualité de l'enregistrement.

## Sources
- Who's Who in U.S. Writers, Editors & Poets, A biographical directory, Second edition, edited by Curt Johnson, December Press, Highland Park, IL (1988) (search: Joel B. Fletcher) (OCLC 12640287)
- Who's Who in Writers, Editors & Poets. United States & Canada, Third edition, 1989-1990, edited by Curt Johnson, December Press, Highland Park, IL (1989) (search: Joel B. Fletcher) (OCLC 20974776)
- Who's Who in Writers, Editors & Poets. United States & Canada, Fourth edition, 1992-1993, edited by Curt Johnson, December Press, Highland Park, IL (search: Joel B. Fletcher) (1992)